# Hotel Francuski w Warszawie
Hotel Francuski – hotel, który znajdował się w Warszawie przy ul. Marszałkowskiej 146, róg ul. Rysiej i pl. Zielonego 5 (obecnie pl. Jana Henryka Dąbrowskiego). Po likwidacji hotelu w latach 20. i 30. budynek mieścił biura i lokale usługowe, a także przez pewien czas siedziby ministerstwa pracy i izby skarbowej. Uszkodzony we wrześniu 1939, całkowicie zniszczony po powstaniu warszawskim. W jego miejscu wybudowano blok mieszkalny.
Hotel Francuski był jednym z największych obiektów hotelowych w Warszawie pierwszych dekad XX wieku. 

## Historia
Budynek Hotelu Francuskiego powstał po 1902 roku w miejscu, na którym wznosił się wcześniej Hotel Maringe'a oraz niewielka fabryczka wyrobów drucianych. Nazwa „Hotel Francuski” została najprawdopodobniej odziedziczona po Hotelu Maringe’a. W okresie przed I wojną światową częstym gościem hotelu był Józef Piłsudski. We „Francuskim” zamieszkał również podczas pobytu w zajętej przez Niemców Warszawie w sierpniu 1915.
Po likwidacji Hotelu Francuskiego budynek w okresie międzywojennym był siedzibą różnych instytucji. Przez pewien czas mieścił Ministerstwo Reform Rolnych, później Ministerstwo Ochrony Pracy i Opieki Społecznej i Grodzką Izbę Skarbową.
W przyziemiu budynku znalazły się sklepy i lokale usługowe, m.in. działający do I wojny światowej luksusowy sklep spożywczy A.W. Kuzniecowa oferujący specjały z całego Imperium Rosyjskiego, założony w końcu lat 20. sklep muzyczny i radiowy B. Rudzkiego oraz centrala kolektury firmy E. Lichtenstein i S-ka. Sklep Rudzkiego, początkowo filia dużej firmy, od 1935 roku stał się jej główną siedzibą. Witrynę sklepu i okolicznościowe wystawy zdobiły dzieła m.in. Jerzego Zaruby, Henryka Tomaszewskiego, Eryka Lipińskiego i Józefa Galewskiego.
Budynek dawnego hotelu został nieznacznie uszkodzony podczas bombardowania Warszawy we wrześniu 1939. Podczas okupacji niemieckiej został prowizorycznie zabezpieczony. Został zniszczony doszczętnie podczas powstania warszawskiego. Po wojnie mury wypalonej budowli rozebrano, a w jej miejscu wybudowano blok mieszkalny.

## Architektura
Gmach posiadał trzy elewacje: główną od strony pl. Zielonego (obecnie pl. Jana Henryka Dąbrowskiego), od strony ul. Rysiej, i od Marszałkowskiej. Elewacja od strony placu, gdzie mieściło się główne wejście do hotelu, uzyskała dodatkowo reprezentacyjny portal, ozdobiono ją także popiersiami prawdopodobnie przeniesionymi z rozebranego wcześniej hotelu Maringe’a. 
Zaprojektowane przez Adama Oczkowskiego eklektyczne neorenesansowe elewacje wzbogacono o bogatą szatę dekoracyjną. Całość czteropiętrowego gmachu wieńczył dach mansardowy z oknami w typie œil-de-bœuf, zwieńczony żeliwnym grzebieniem przywodzącym na myśl XIX-wieczną architekturę francuską. 